# جوزيف ستيفنز
جوزيف ستيفنز هو رسام بلجيكي، ولد في 20 نوفمبر 1819 في بروكسل في بلجيكا، وتوفي بنفس المكان في 2 أغسطس 1892.